# قرمده
قرمده (به عربی: قرمدة) یک منطقهٔ مسکونی در تونس است که در استان صفاقس واقع شده‌است.

## خواهرخوانده
شهر Villefontaine خواهرخواندهٔ قرمده هست.